# NGC 533
NGC 533 este o galaxie eliptică situată în constelația Balena. A fost descoperită în 8 octombrie 1785 de către William Herschel.